# Illa Kaffeklubben
Illa Kaffeklubben o illa del Club de Cafè (en danès: Kaffeklubben Ø; en inuit: Qeqertaat) és una petita illa situada per sobre del punt més al nord de Groenlàndia i és el punt amb terra més al nord del món.
Illa Kaffeklubben es troba a 83° 39′ 41.76″ N, 30° 36′ 35.52″ O / 83.6616000°N,30.6098667°O, i es troba a 713,5 km del pol Nord geogràfic. Està al nord del fiord Frederick E. Hyde, a uns 37 km a les de Cap Morris Jesup i a l'oest de Cap Bridgman. Fa uns 700 metres de llargada i uns 300 metres d'amplada en el seu punt màxim. El punt més alt es troba a uns 30 metres sobre el nivell del mar.

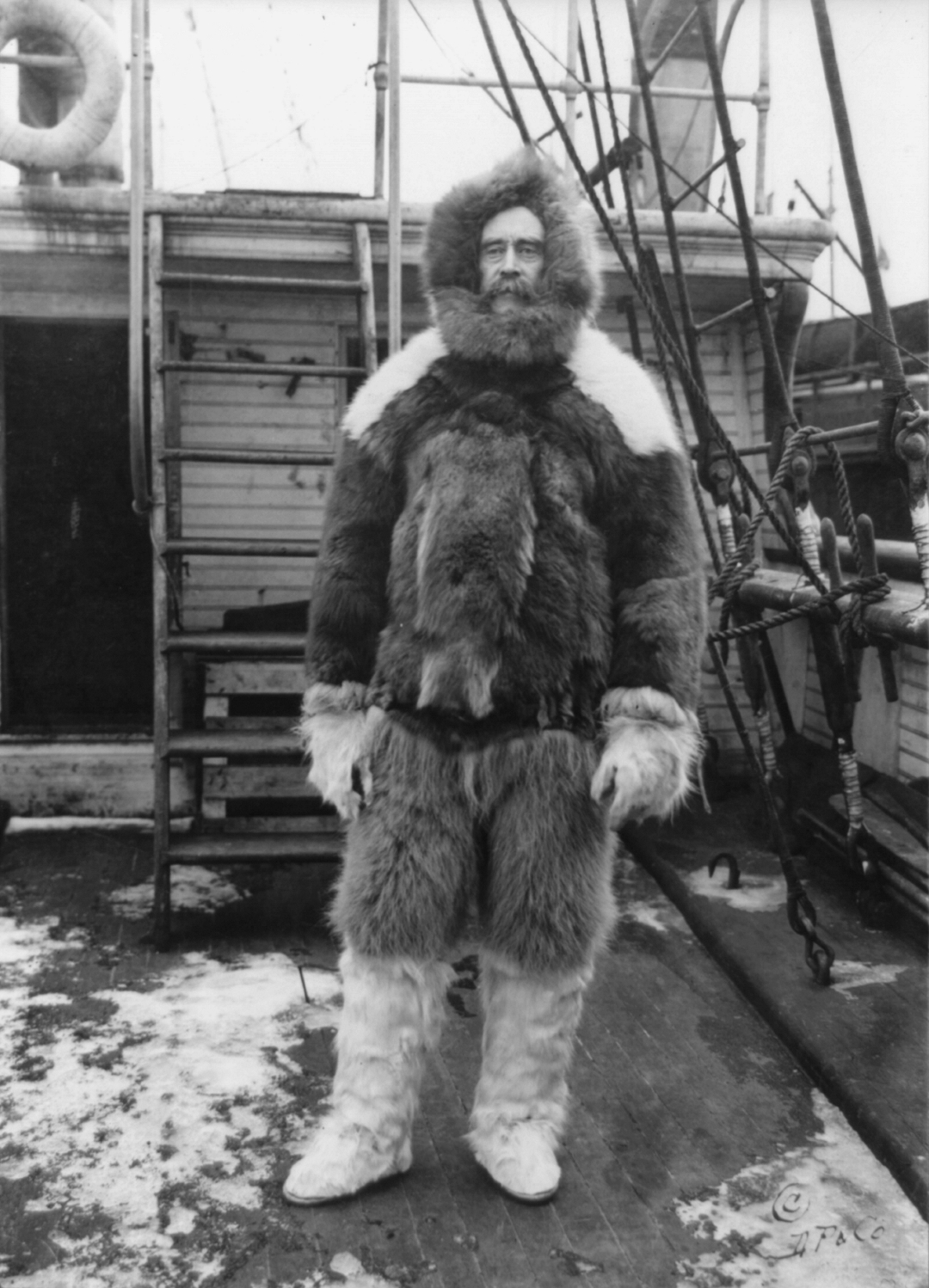
Robert Edwin Peary (1856–1920)

El primer que la va veure va ser l'explorador Robert Peary el 1900, Kaffeklubben no va ser realment visitada fins a 1921. Aleshores l'explorador danès Lauge Koch va posar el peu a l'illa i li va donar el nom del club de cafè del museu de geologia de Copenhaguen.
El 1969 un equip canadenc va calcular la seva posició i va resultar que la seva punta era 750 m més al nord que Cap Morris Jesup, essent, doncs, el punt més al nord, amb terra, del món.
Malgrat l'ambient dur, a l'illa hi creix vegetació diversa, com ara diverses molses, hepàtiques, líquens i plantes amb flors com el Saxifraga oppositifolia i el Papaver radicatum.